# IC 3009
IC 3009 је ознака објекта на координатама са ректансцензијом 12h 8m 0,1s и деклинацијом + 12° 38" 47'. Открио га је Арнолд Швасман, 14. септембра 1900. Каснијим посматрањима на том положају није уочен никакав астрономски објекат.